# Sprendlingen (Dreieich)
Sprendlingen (ⓘ) ist mit über 20.000 Einwohnern der größte Stadtteil von Dreieich im südhessischen Landkreis Offenbach und Sitz der Stadtverwaltung.

## Geographische Lage
Sprendlingen ist ein Teil der Siedlungsachse, die in Nord-Süd-Richtung die Großstädte Frankfurt am Main und Darmstadt mit dicht aneinander gedrängten städtischen Siedlungen verbindet. Die Siedlungsgebiete von Sprendlingen und der nördlichen Nachbarstadt Neu-Isenburg sind nur durch einen rund 500 Meter breiten Waldgürtel getrennt, und die Entfernung zum Stadtrand der südlichen Nachbarstadt Langen (Hessen) ist auch nicht größer als 1000 Meter. Sprendlingen liegt am Oberlauf des Hengstbachs, der die Ortslage nach Westen entwässert, als Quellfluss den Schwarzbach speist, der wiederum südlich der Mainspitze in den Rhein mündet.
Die Gemarkungsfläche umfasst rund 40 Prozent des Stadtgebietes von Dreieich – das Zentrum, den Norden und Nordosten – und beträgt 2045 Hektar, davon sind 1029 Hektar bewaldet (Stand: 1961). Die Waldgemarkung liegt im Norden und Nordosten und hat Anteil an dem Waldgürtel vor der Nachbarstadt Neu-Isenburg und an den ausgedehnten Waldungen zwischen Neu-Isenburg, Heusenstamm und Dietzenbach. Diese Waldgebiete sind Teile des früheren Wildbanns Dreieich. Sie entwässern überwiegend über den Luderbach nach Norden in den Main bei Frankfurt-Niederrad. Der höchste Punkt der Gemarkung liegt am Südrand bei 176,5 Meter. Hier liegt der landwirtschaftlich genutzte Höhenrücken Auf der Hub.
Sprendlingen grenzt im Norden an die Stadt Neu-Isenburg, im Nordosten an die Waldgemarkungen von Offenbach am Main und Heusenstamm. Im Osten gibt es eine rund 200 Meter kurze gemeinsame Grenze mit Dietzenbach und eine lange Grenze mit der Gemarkung Götzenhain. Im Süden liegt die Gemarkung Dreieichenhain. Mit diesem Stadtteil ist Sprendlingen baulich zusammengewachsen. Auf freiem Feld folgt, ebenfalls im Süden, die Gemarkungsgrenze mit Langen. Im Westen schließlich ist Buchschlag benachbart. Entlang der Verkehrsachse Buchschlager Allee/Eisenbahnstraße geht Sprendlingen baulich auch in diesen Stadtteil fast nahtlos über.

## Geschichte

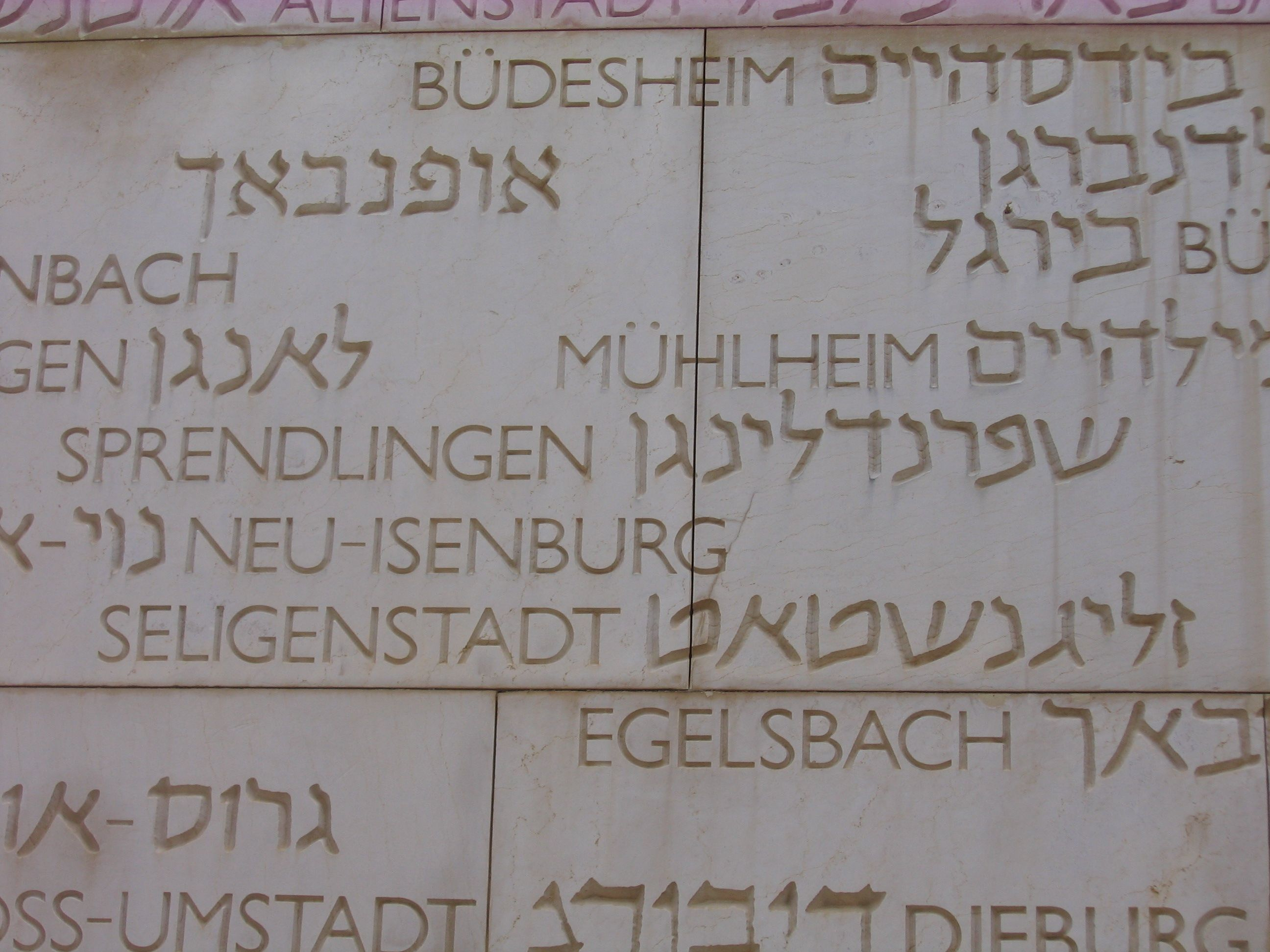
Gedenkinschrift für die jüdische Gemeinde Sprendlingen im Tal der Gemeinden in Yad Vashem

Die erste urkundliche Erwähnung Sprendlingens (genauer seiner Gemarkung) fällt in das Jahr 834 als Spiren Dilinger marca. 880 beurkundete der ostfränkische König Ludwig III. eine Schenkung seines Vaters über die Kirche in Sprendilingun an die Salvatorkapelle (der spätere Kaiserdom St. Bartholomäus) in Frankfurt am Main („mit Zubehör“). Da diese Kirche dem Heiligen Laurentius geweiht war, kann von einer frühen Gründung dieser Kirche ausgegangen werden. Eventuell wurde von hier aus das Dreieichgebiet missioniert.
Über die Herkunft des Ortsnamens gehen die Meinungen auseinander. Aufgrund der Endung auf -ingen kann jedoch von einer Gründung durch die Alemannen ausgegangen werden, welche ab dem Jahr 250 nach Christus, als der Obergermanisch-Raetische Limes aufgegeben wurde, in die rechtsrheinischen sogenannten Agri decumates eindrangen, die bis dahin Teil der römischen Provinz Obergermanien waren. Der erste Teil eines alemannischen Ortsnamens ist gewöhnlich ein Personenname, weshalb der Name Sprendlingen stehen kann für „Leute des Sprand“, „…des Sprendilo“ oder „…des Spiridio“. Der Name könnte aber auch in Verbindung stehen mit dem schwäbischen (zum Teil aus dem alemannischen hervorgegangen) sprandel, was so viel bedeutet wie ‚hochmütig‘, oder von mittelhochdeutsch spræjen wie ‚spritzen‘, also eventuell einem spritzigen Bach.
Die Grafen von Isenburg gewannen 1486 aus dem Erbe der Falkensteiner die Hoheit über Sprendlingen. 1528 wurde die Reformation eingeführt.
1816 kam Sprendlingen mit dem Fürstentum Isenburg an das Großherzogtum Hessen(-Darmstadt).
1823 wurde Sprendlingen dem Bezirk des Landgerichts Offenbach zugeordnet und wechselte 1853 in den Bezirk des Landgerichts Langen. Ab 1879 war dann das Amtsgericht Langen erstinstanzlich zuständig.
1871 wurde an der Bahnstrecke Frankfurt am Main–Heidelberg der Bahnhof Buchschlag-Sprendlingen und 1905 die Dreieichbahn nach Ober-Roden eröffnet, mit einem eigenen Bahnhof für Sprendlingen.
1885 gründete der Frankfurter Industrielle Johann Wilhelm Mössinger mit dem Gestüt Mariahall die erste und auf lange Zeit erfolgreichste private Traberzuchtstätte Deutschlands. Die Großherzoglich Hessische Waldbahn Sprendlingen–Klaraberg wurde von 1901 bis 1927 für den Transport von Brennholz betrieben.
Sprendlingen hatte eine jüdische Gemeinde, die in der Shoah vernichtet wurde.
Durch den Zuzug von Flüchtlingen und Vertriebenen aus den ehemaligen deutschen Ostgebieten nach dem Zweiten Weltkrieg stieg die Bevölkerungszahl Sprendlingens erstmals über 10.000 Einwohner. Dies war eine der Voraussetzungen für die Verleihung des Titels Stadt. Der Gemeinde Sprendlingen wurde daraufhin mit Kabinettsbeschluss vom 28. Mai 1947 durch das Hessische Staatsministerium die Bezeichnung Stadt verliehen.

### Gebietsreform
Im Zuge der Gebietsreform in Hessen wurden am 1. Januar 1977 durch das Gesetz zur Neugliederung des Landkreises Offenbach die Städte Dreieichenhain und Sprendlingen und die Gemeinden Buchschlag, Götzenhain und Offenthal zu einer Stadt mit dem Namen Dreieich zusammengeschlossen. Ortsbezirke für die Stadtteile wurden nicht eingerichtet.

### Einwohnerentwicklung
| Ort          | Ew. 1834 | Ew. 1905 | Ew. 1939 | Ew. 1946 | Ew. 1950 | Ew. 1961 | Ew. 1970 | Ew. 1977 | Ew. 2012 | Ew. 2014 | Ew. 2016 |
| ------------ | -------- | -------- | -------- | -------- | -------- | -------- | -------- | -------- | -------- | -------- | -------- |
| Sprendlingen | 1.788    | 5.150    | 8.146    | 9.158    | 10.004   | 16.571   | 22.746   | 21.351   | 20.422   | 20.591   | 21.517   |

## Wappen und Flagge
Wappen

Blasonierung: „In silbernem Schild ein roter Hirsch über einen grünen Dreiberg schreitend.“
Das Wappen wurde der Stadt Sprendlingen im Landkreis Offenbach am 24. August 1951 durch den Hessischen Innenminister genehmigt.
In seiner heutigen Form wurde es durch den Heraldiker Georg Massoth gestaltet.
Das Wappen symbolisiert die Hirschsprunglegende, in der im Wald bei Sprendlingen ein Hirsch während einer Jagd über bzw. auf einen fahrenden Heuwagen gesprungen sein soll, was die Jagdgesellschaft so begeistert haben soll, dass sie ihn laufen ließen.
Flagge
Die Flagge wurde der Stadt am 25. Februar 1958 vom Hessischen Innenminister genehmigt und wird wie folgt beschrieben:
„In einem von Rot und Grün geteilten Flaggenfeld das Wappen der Stadt Sprendlingen.“

## Kultur und Sehenswürdigkeiten

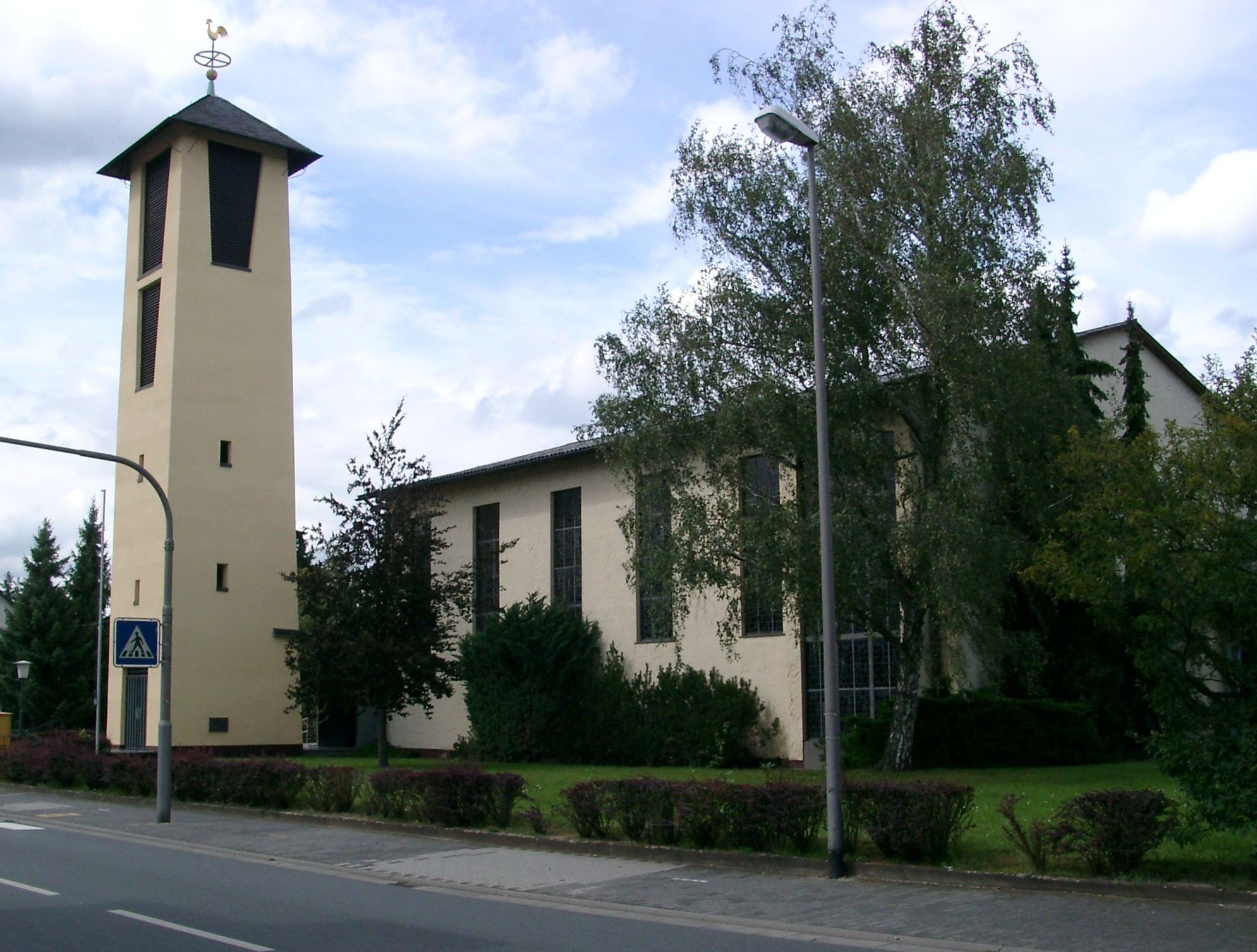
Evangelische Christuskirche

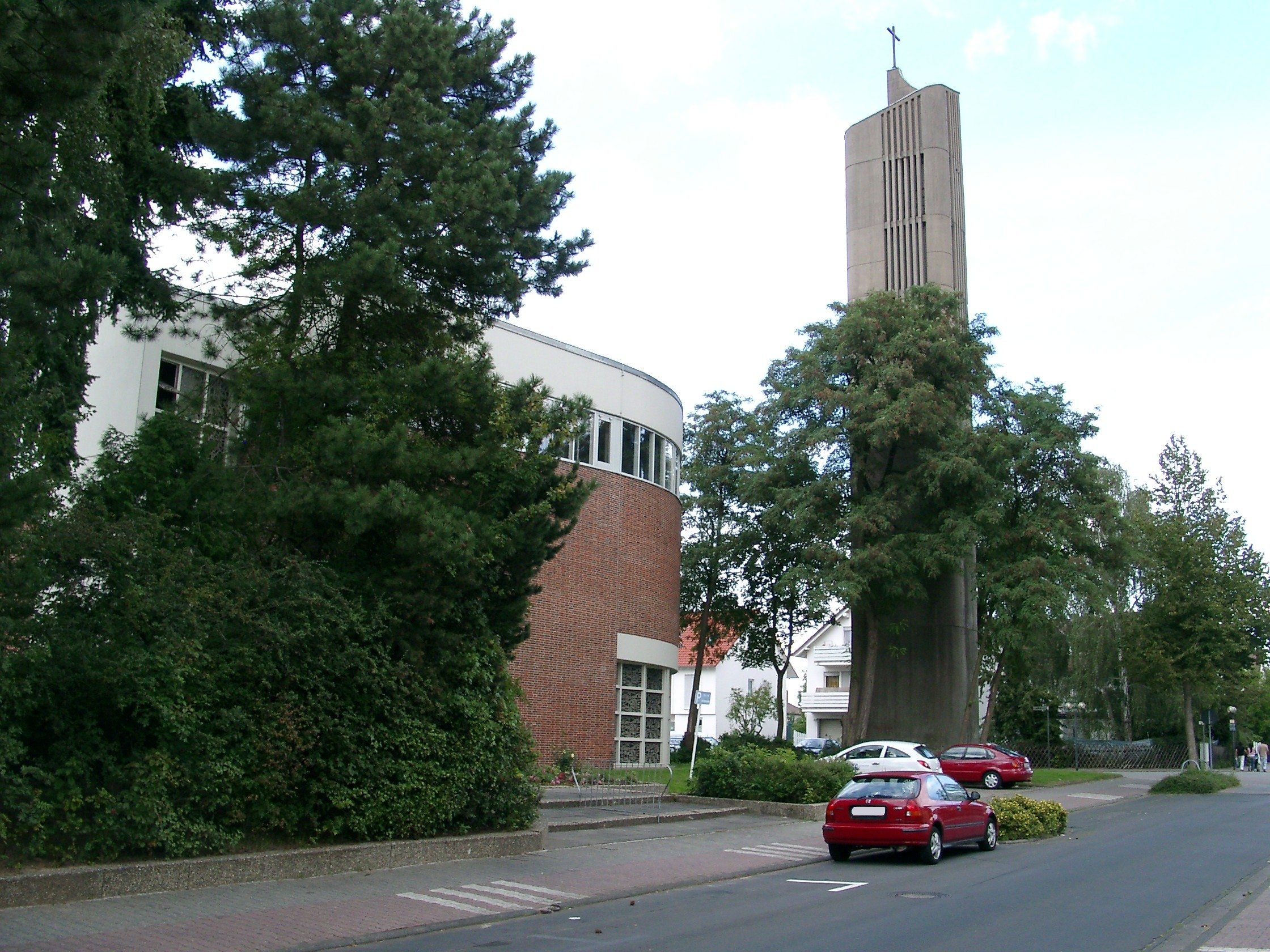
Katholische Kirche St. Stephan

Die evangelische Erasmus-Alberus-Kirche in der Altstadt von Sprendlingen ist die älteste Kirche im Ort. Sie wurde von 1716 bis 1718 auf den Grundmauern einer dem heiligen Laurentius geweihten Vorgängerkirche errichtet.
Die evangelische Christuskirche (1959) in Sprendlingen besticht durch ihre klaren Linien.
1966 wurde die katholische Kirche St. Stephan geweiht. Das angegliederte Pfarrzentrum ist nach fast 50 Jahren wegen massiver Bauschäden sanierungsbedürftig geworden. Die 2013 begonnenen Sanierungsarbeiten mussten im Januar 2016 wegen unsicherer Finanzierung der erheblich gestiegenen Kosten vorläufig eingestellt werden.
Die Auferstehungskirche der Evangelisch-methodistischen Kirche wurde im Jahre 1967 gebaut.
Die Sprendlinger Kerb (Kirchweihfest) findet immer an einem Augustwochenende statt. Der Termin ist abhängig vom 10. August, dem Gedenktag des Hl. Laurentius von Rom. Fällt dieser Tag auf einen Sonntag, findet die Kerb an diesem Wochenende statt, ansonsten am Wochenende nach dem 10. August.

## Wirtschaft und Infrastruktur

### Öffentlicher Nahverkehr

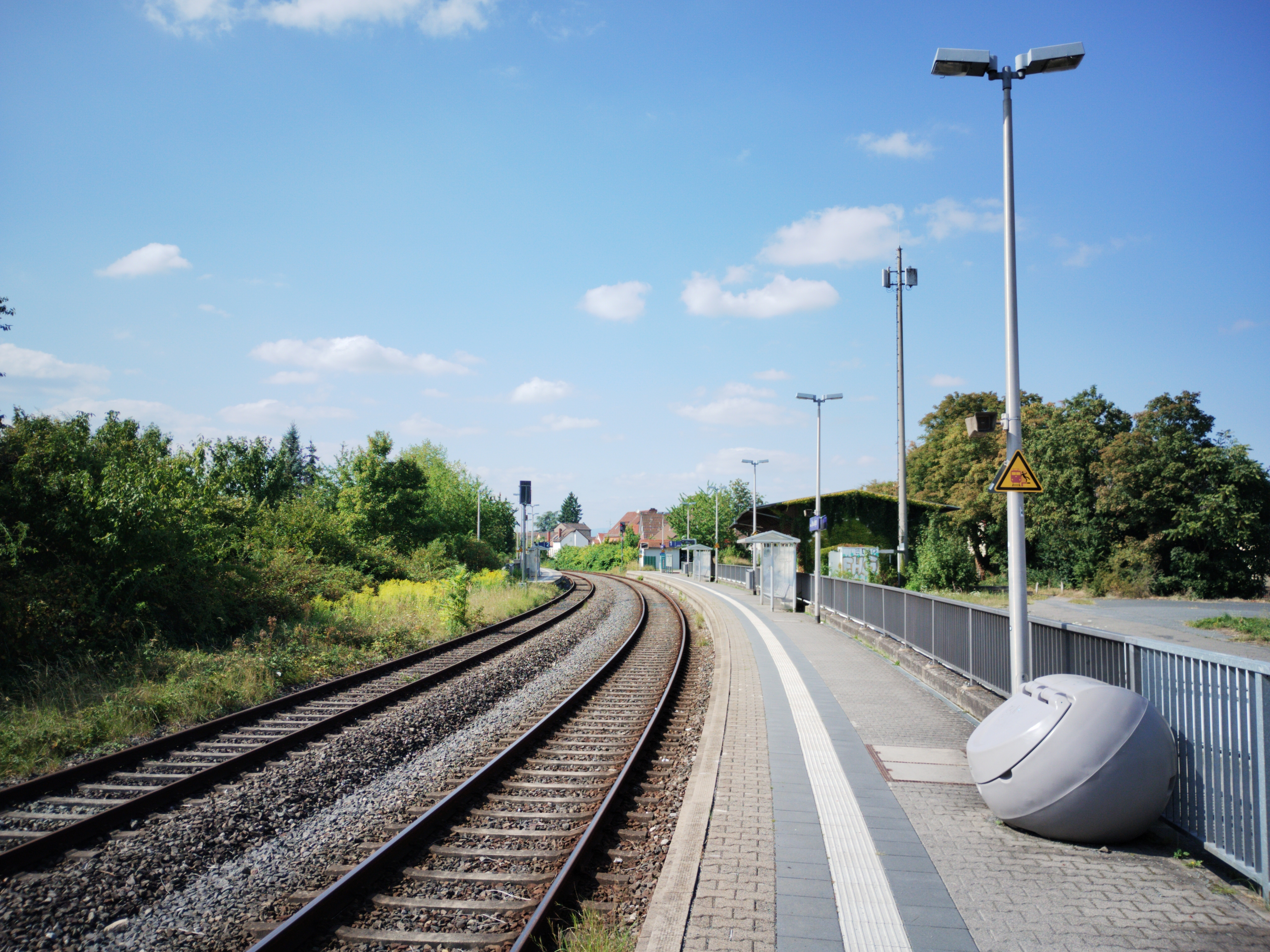
Bahnhof Dreieich-Sprendlingen

Sprendlingen ist mit dem Bahnhof Dreieich-Sprendlingen der Dreieichbahn, die von Dieburg über Rödermark-Ober-Roden zum Bahnhof Dreieich-Buchschlag führt, an das Schienennetz des Rhein-Main-Verkehrsverbundes angeschlossen. Am Bahnhof in Buchschlag besteht Anschluss an die S-Bahn-Linie S 6. Von Montag bis Freitag verkehren im Berufsverkehr einige Züge über Dreieich-Buchschlag hinaus direkt von und nach Frankfurt (Main) Hbf.
Zudem verbinden einige Buslinien Sprendlingen mit den anderen Stadtteilen und der Region.

### Straßenverkehr
Im Norden von Sprendlingen liegt die Anschlussstelle Dreieich der Bundesautobahn 661 und stellt eine schnelle Straßenverbindung mit Frankfurt am Main her. Zudem bindet die Landesstraße 3262 Sprendlingen nach Westen über die Anschlussstelle Zeppelinheim an die Bundesautobahn 5 an. In der Gegenrichtung verbindet die L 3262 Sprendlingen mit der Nachbarstadt Langen. Nach Norden führt die schnurgerade verlaufende Frankfurter Straße, die vor dem Autobahnbau Teil der Bundesstraße 3 war, zur Nachbarstadt Neu-Isenburg. Außerdem beginnt in Sprendlingen die Landesstraße 3313 und führt geradewegs nach Offenbach am Main.

### Gewerbegebiet
Im Nordosten von Sprendlingen hat sich nächstliegend zur Anschlussstelle der Autobahn ein ausgedehntes Gewerbegebiet entwickelt.

### Bildung
In Sprendlingen gibt es drei Grundschulen: die Schiller-Schule, die Gerhart-Hauptmann-Schule und die Erich-Kästner-Schule. Ferner ergänzen die Heinrich-Heine-Schule als Gesamtschule, die Ricarda-Huch-Schule als Gymnasium und die Georg-Büchner-Schule als Förderschule/Schule für Lernhilfe das Angebot an Schulformen.
Im Campus Dreieich, dem Haus des Lebenslangen Lernens – HLL, am Nordrand Sprendlingens gibt es ein Gymnasium mit Realschule für Erwachsene. Ferner ist dort als Berufsbildende Schule die Max-Eyth-Schule mit gymnasialer Oberstufe angesiedelt sowie die Strothoff-International-School, gegründet 2008 von Hans Strothoff. Nicht zuletzt finden sich dort die Kreisvolkshochschule Offenbach, die Volkshochschule Dreieich und die Musikschule Dreieich.
Im Bürgerhaus Sprendlingen ist die Zentralbücherei der Stadt Dreieich untergebracht.

## Persönlichkeiten

### In Sprendlingen geboren
- Christoph Helwig (1581–1617), Chronologe, Theologe, Historiker und Sprachwissenschaftler
- Wilhelm Anthes (1877–1934), Schlossermeister und Landtagsabgeordneter
- Philipp Wilhelm Stang (1901–1983), Architekt
- Heinrich Runkel (1911–1999), Lehrer und Heimatforscher
- Horst Schmidt (1925–1976) wurde in Sprendlingen geboren und war von 1969 bis zu seinem Unfalltod 1976 hessischer Sozialminister (SPD). Viele bedeutende Einrichtungen sind heute nach ihm benannt, so die Horst-Schmidt-Kliniken (HSK) in der hessischen Landeshauptstadt Wiesbaden.
- Hans-Werner Schmidt (* 1951), Kunsthistoriker, Autor, Kurator und Museumsdirektor
- Gernot Grumbach (* 1952), Politiker

### In Sprendlingen gewirkt oder gelebt
- Alfred Rhode (1896–1978), Vater des deutschen Judosports
- Erich Scheid (1915–1997), Bürgermeister von Sprendlingen und Dreieich
- Barbara Beisinghoff (* 1945), Künstlerin, gestaltete Bodenreliefs rund ums Rathaus
- Horst Ludwig Störmer (* 1949). Er wurde 1998 mit dem Nobelpreis für Physik ausgezeichnet und wohnte in seiner Jugendzeit im Stadtteil Sprendlingen.
- Claus Hormel (* 1957) lebt in Dreieich-Sprendlingen. Er ist ein ehemaliger deutscher Handballnationalspieler und wurde 1978 Weltmeister.